# Lehna (Thüringen)
Lehna is een klein dorp in de Duitse gemeente Schimberg in Thüringen. De gemeente maakt deel uit van het Landkreis Eichsfeld.  Lehna wordt voor het eerst vermeld in een oorkonde uit 1257. Het dorp fuseerde in 1957 met Misserode. In 1997 trad deze toe tot de gemeente Schimberg. 